# Сисајд Парк (Њу Џерзи)
Сисајд Парк (енгл. Seaside Park) град је у америчкој савезној држави Њу Џерзи.

## Демографија
По попису из 2010. године број становника је 1.579, што је 684 (-30,2%) становника мање него 2000. године.
| Група             | 2000.         | 2010.         |
| Белци             | 2.176 (96,2%) | 1.492 (94,5%) |
| Афроамериканци    | 6 (0,3%)      | 15 (0,9%)     |
| Азијати           | 14 (0,6%)     | 6 (0,4%)      |
| Хиспаноамериканци | 52 (2,3%)     | 54 (3,4%)     |
| Укупно            | 2.263         | 1.579         |